# Blanca Heredia
Blanca Heredia Osío, detta Blanquita (Caracas, 1º aprile 1934 – Caracas, 17 dicembre 2022), è stata una modella e insegnante venezuelana, eletta Miss Venezuela nel 1956.
Fu rappresentante ufficiale del Venezuela a Miss Universo 1956, concorso tenuto a Long Beach, California, il 20 luglio 1956, dove riuscì a classificarsi fra le ultime quindici finaliste del concorso.
Nel 1957 ha sposò il biologo Alonso Gamero Reyes (1923-1980), con cui ebbe cinque figli: Aura Isabel, Gabriel, Alejandro e Valentina. Il 6 agosto del 1966 si laureò in biologia a sua volta.
Nel 1984 entrò a far parte della Commissione di Prevenzione e Controllo delle Infezione intra-ospedaliere (HUC); successivamente lavorò come insegnante. A partire dal 1988 partecipò al "Gruppo venezuelano di sorveglianza e resistenza batterica agli antimicrobici" in quanto rappresentate dell'HUC.